# Dymitr Szumlański
Dymitr (Dyzma) Szumlański herbu Korczak – stolnik kołomyjski w latach 1765–1766, miecznik kołomyjski w latach 1760–1765, sędzia kapturowy ziemi lwowskiej w 1764 roku.
Był posłem z ziemi halickiej na sejm koronacyjny 1764 roku.